# Aeroportul Manihiki Island
Aeroportul Manihiki Island (IATA: MHX, ICAO: NCMH) este un aeroport din Insulele Cook, Insulele Cook.
Situat la o altitudine de 6 m, aeroportul dispune de o singură pistă.